# Ro-ro-fartyg

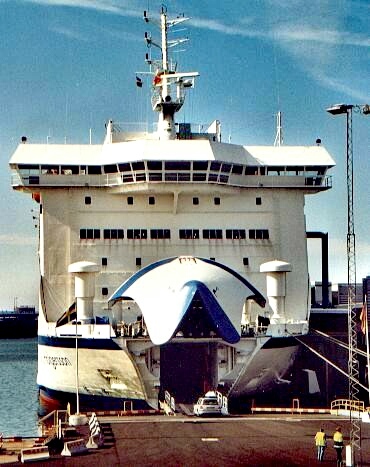
En ro-ro-färjas bilintag

Ro-ro-fartyg (av engelskans roll on, roll off) är lastfartyg som är konstruerade för att fartygets last lätt ska kunna köras ombord och i land.

## Allmänt
Ro-ro-fartyg konstrueras för att last ska kunna köras ombord och i land. Detta kan ske genom ramper i fartygets för och akter eller vid fartygets sidor. Begreppet används ofta just om fartyg som inte tar passagerare, men en variant är ro-pax-fartyg, alltså bilfärjor avsedda för många passagerare och fordon.

### Historik
Roro-konceptet utvecklades från 1953 av Walleniusrederierna efter idéer av Bengt Törnqvist och Bengt Lundqvist, Teknisk Direktör på Walleniusrederierna, nu Styrelsordförande på Sea Technology, https://www.seatech.se/ De första specialbyggda fartygen var Walleniusrederiernas M/S Rigoletto och M/S Traviata, som levererades 1955 från Kieler Howaldtswerke i Tyskland.

### Lasthantering
Transporten ombord sker med fordon som kör för egen maskin (lastbilar, långtradare, truckar och dylikt) eller genom att det som skall fraktas är lastat på lastbärare med hjul (normalt lastbilssläp) som dras ombord. Ro-ro-fartyg i närfart (resor upp till 48 timmar) har ofta en stor andel last på lastbilar eller lastbilssläp ombord. En bilfärja är ett typexempel på ro-ro-fartyg. Flera av dessa fartyg har kapacitet för medföljande förare. De stora ro-ro-fartygen i transocean trafik (deep sea roro) har oftast en mer varierad last där också containrar, buntat virke, gods på pall med mera ingår. De större ro-ro-fartygen har ofta egna truckar och terminaltraktorer ombord för lastning och lossning.

### Säkerhet
Ro-ro-fartygen har ibland kritiserats ur säkerhetssynpunkt eftersom det mesta av lasten (bilarna) är placerat ovanför vattenlinjen och därmed minskar fartygets stabilitet. De stora öppna ytorna där fordonen placeras leder också till instabilitet om de skulle vattenfyllas, något som uppmärksammades särskilt i samband med Estoniakatastrofen. Kritiken gäller särskilt ro-pax-fartyg, alltså för många passagerare samt fordon, eftersom säkerhetskraven måste vara extra höga för dem. Särskilt ropaxfartyg har normalt öppningsbar stäv för att medge smidig lastning och lossning i båda ändar utan att fordon behöver backa. De är dock extra känsliga för vatteninträngning vid fel. I de flesta fall bedömer man dock att fördelarna med att kunna köra fordon på och av fartygen är större än riskerna.